# Radio Amateurs of Canada
Die Radio Amateurs of Canada (kurz: RAC, französisch Radio Amateurs du Canada, deutsch „Funkamateure Kanadas“) ist die nationale Vereinigung der Funkamateure in Kanada mit Sitz in Ottawa.
Die Hauszeitschrift des RAC ist The Canadian Amateur Magazine (TCA) (deutsch „Das kanadische Amateurmagazin“). Es widmet sich den diversen Mitgliederaktivitäten, wie Amateurfunkwettbewerben, Aktionen wie SOTA und „DXpeditionen“, sowie den typischen Themen des Amateurfunks, wie Sende- und Empfangstechnik, Testberichte und Bauanleitungen zu Antennen.
Der RAC ist Mitglied in der International Amateur Radio Union (IARU Region 2), der internationalen Vereinigung von Amateurfunkverbänden, und vertritt dort die Interessen der kanadischen Funkamateure.